# Capo Vaticano
Capo Vaticano je široko kopališče v občini Ricadi v Kalabriji, Italija. 'Rt' tvori poseben belo-sivi granit, katerega geološke značilnosti preiskujejo po vsem svetu.
Ime se nanaša na orakelj, ki so ga obiskovali pomorščaki v času grške naselitve. Prvotno ime Capo dei Vaticinii (Rt prerokb) izhaja iz tega zgodovinskega mesta. Na samem rtu je svetilnik v zaprtem območju. Turistično ponudbo dopolnjujejo parkirišče in turistična pot ter manjši gostinski lokal.

## Geografija
Najvišja nadmorska višina rta je približno 124 metrov.
Obala Capo Vaticano se začne od plaže Santa Maria do plaže Tonicello. Najbolj sugestivna zaliva v bližini rta sta Praia I Focu in Grotticelle.
Z rta je širok pogled na Mesinski preliv (Stretto di Messina) in vse Eolske otoke (Stromboli, Vulcano, Lipari, Salina, Filicudi, Alicudi in Panarea)

## Zgodovina
V času Magna Graecia je bil kraj znan pod izrazom Taurianum Promontorium in je bil znan po tem, da je gostil orakelj, h kateremu so se pomorščaki zatekali, da bi izvedeli prihodnost, preden so se podali skozi nevarne vode Mesinskega preliva, kjer naj bi živeli strahoviti pošasti Scila in Karibda. Ime Capo Vaticano izhaja iz rimskega obdobja in zlasti iz latinskega izraza Vaticinium, kar pomeni 'napoved'.
Zaradi strateške lege ob obali je bil ta kraj pomembna točka pomorske trgovine in prav tu so stala Portus Herculis (ali Forum Herculis), katerih ostanki so, delno potopljeni, še vedno vidni na plaži Formicoli v občini Santa Domenica di Ricadi.
Slavni beneški pisatelj Giuseppe Berto je Capo Vaticano naredil za svoj dom po potovanju po Italiji. »Capo Vaticano«, je zapisal, »se imenuje Vatikan kot rimski hrib: nekoč so duhovniki in vedeževalci iskali prihodnost na podlagi ptičjih letov. 200 metrov nad rtom je skala, imenovana Mantineo in v stari grščini pomeni: komunicirati z Bogom. Rt je bil sveto mesto in zdaj je tako.«

## Gospodarstvo
Capo Vaticano velja za idealen kraj s podnebjem, primernim za pridelavo rdeče čebule Tropea.

## Svetilnik
Svetilnik, zgrajen leta 1870, stoji na konici rta Capo Vaticano na približno 100 m nadmorske višine in je znan po svojem razgledišču, ki ponuja izjemen panoramski pogled na zaliv Gioia Tauro, Mesinski preliv in Eolske otoke.